# Corydoras rabauti
Corydoras rabauti La Monte, 1941 è un pesce d'acqua dolce, appartenente alla famiglia Callichthyidae.

## Distribuzione e habitat
È diffuso in parte del bacino del Rio delle Amazzoni e nel Rio Negro.

## Biologia

### Comportamento
Spesso forma piccoli gruppi.

### Riproduzione
Come gli altri Corydoras, si riproduce in zone con corrente abbastanza intensa. Le uova vengono fecondate mentre si trovano tra le pinne pelviche della femmina.

### Alimentazione
È onnivoro

## Acquariofilia
Può essere allevato in acquario.